# Братковая
 Братковая — деревня в Смоленской области России, в Хиславичском районе. Расположена в юго-западной части области в 8 км к юго-западу от Хиславичей, в 12 км к северо-востоку от границы с Беларусью, у автодороги Починок — Мстиславль.
Население — 201 житель (2007 год). Административный центр Кожуховичского сельского поселения.

## Экономика
Средняя школа, магазины, медпункт, библиотека, сельхозкооператив «Кожуховичи».

## Достопримечательности
- Памятник односельчанам погибшим в 1941—1945 гг.